# Makkān
Makkān (persiska: مَكان, مكان) är en ort i Iran.   Den ligger i provinsen Markazi, i den centrala delen av landet, 280 km sydväst om huvudstaden Teheran. Makkān ligger 2 003 meter över havet och antalet invånare är 148.
Terrängen runt Makkān är kuperad åt nordost, men åt sydväst är den platt. Runt Makkān är det ganska tätbefolkat, med 67 invånare per kvadratkilometer. Närmaste större samhälle är Gelījerd, 5,3 km sydväst om Makkān. Trakten runt Makkān består i huvudsak av gräsmarker.